# Please Please Me (canção)
"Please Please Me" é uma canção lançada pelos Beatles em seu segundo single no Reino Unido e primeiro nos Estados Unidos. Ela também foi a canção título do primeiro álbum pelo grupo no Reino Unido. É uma composição típica mais de John Lennon, embora tenha em seu formato uma influência significativa do produtor dos Beatles, George Martin.
O single foi lançado com a canção "Ask Me Why" no lado B, não conseguiu o impacto nos Estados Unidos como conseguiu no Reino Unido, mas quando a canção foi relançada em 3 de janeiro de 1964 (com "From Me to You" no lado B) ela atingiu o terceiro lugar nos Estados Unidos (US Hot 100).

## Composição
Os Beatles já tinham feito um pouco de sucesso com a canção "Love Me Do", mas fora a cidade natal deles, Liverpool, e a cidade onde tocaram por uma temporada, Hamburgo, eles ainda eram praticamente desconhecidos do público. Parte do problema foi que o grupo tinha compromisso para fazer alguns shows em Hamburgo e não puderam promover a canção recém lançada pelo Reino Unido. Mesmo assim, o produtor George Martin sentiu que os Beatles eram promissores e começou a trabalhar em um novo single.
Segundo George Martin, a canção "Please Please Me" era originalmente mais lenta e tinha poucas chances de se tornar o sucesso que a banda procurava. Martin disse: "Eu pensava que nós deveríamos lançar um single com How Do You Do It" - uma composição de Mitch Murray que George Martin tinha insistido para que os Beatles gravassem com uma possibilidade alternativa para o single lançado "Love Me Do". O grupo insistia que estava somente interessado em escrever suas próprias canções.
John Lennon inspirou-se em Roy Orbison para escrever a canção. John Lennon disse: "Eu me lembro do dia que escrevi a canção, eu ouvi Roy Orbison fazendo "Only The Lonely" na rádio. Eu também estava intrigado com as palavras de Bing Crosby em uma canção "Please lend a little ear to my pleas". O duplo sentido para a palavra "please". Por isso a minha canção era uma combinação de Roy Orbison com Bing Crosby". Por sugestão de George Martin os Beatles consideraram mudar a canção, inclusive acelerando-a em seu tempo.
Quando eles voltaram para um sessão no estúdio em 26 de novembro de 1962, o arranjo da canção tinha sido radicalmente alterado. Agora ela era mais rápida e os Beatles usaram 18 takes para gravá-la.
A harmônica que Lennon usou para iniciar a canção era similar a outras compsições da fase inicial dos Beatles como em "Love Me Do" e "From Me to You". Paul McCartney e John Lennon inicialmente dividem os vocais com McCartney cantando a nota mais alta enquanto Lennon diminui a escala, um truque que eles aprenderam com a canção que era sucesso no Reino Unido dos Everly Brothers, "Cathy's Clown" (abril de 1960). Os Beatles tocaram "Please Please Me" no programa de televisão britânica Thank Your Lucky Stars.
Há três diferentes mixes para a canção, duas em mono e uma em estéreo. A mono mix aparece no single e não é a mesma do álbum Please Please Me, que tem uma eco extra. O estéreo mix foi retirado dos 16, 17 e 18.

## Lançamentos
Inicialmente foi oferecido o direito para Capitol Records, um selo da EMI nos Estados Unidos para lançar a canção. Mas a Capitol não aceitou. "Please Please Me" foi então oferecida para a Atlantic Records, que rejeitou a canção. Finalmente, a Vee-Jay Records, aceitou lançar a canção nos Estados Unidos. Por décadas a data de lançamento da canção ficou desconhecida, mas pesquisas publicadas em 2004 mostraram que o single da Vee-Jay foi lançado em 7 de fevereiro de 1963. Por coincidência, isto foi exatamente um ano antes dos Beatles desembarcarem pela primeira vez em solo norte-americano.
Dick Biondi, um disc jockey da WLS de Chicago e amigo do executivo Ewart Abner da Vee-Jay, tocou a canção pela primeira vez e se tornou o primeiro a tocar uma canção dos Beatles nos Estados Unidos.  A primeira impressão do single pela Vee-Jay, tinha um erro tipográfico: o nome da banda tinha dois "T" ou seja "The Beattles". Mais tarde as novas cópias foram corrgidas.
No Brasil a canção foi laçada em um single em 1963 junto com "From me to You" como lado B e no álbum Beatles Again de 1964.

## Créditos
- John Lennon – guitarra rítmica, harmônica, vocal principal
- Paul McCartney – contrabaixo, harmonização vocal
- George Harrison – guitarra solo, harmonização vocal
- Ringo Starr – bateria